# ヤシン・フセイン・ドワレ

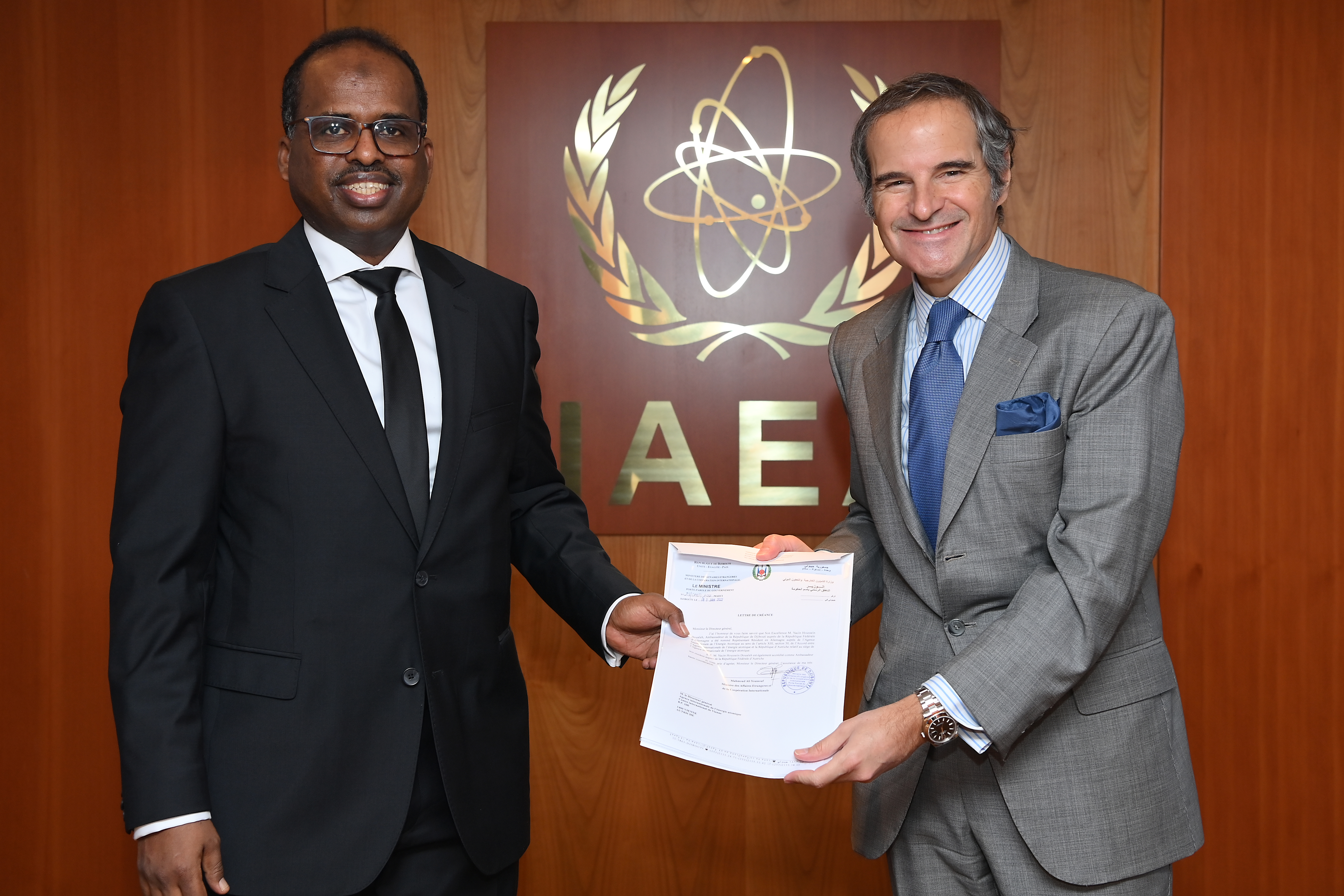
国際原子力機関（IAEA）事務局長ラファエル・グロッシー（右）に信任状を捧呈するヤシン・フセイン・ドワレ常駐代表（2022年1月）

ヤシン・フセイン・ドワレ（フランス語: Yacin Houssein Doualé、英語: Yacin Houssein Douale、1970年1月22日 - ）は、ジブチの外交官、大使。駐日大使館一等参事官や外務・国際協力省二国間関係局長などを経て、2021年より在ドイツ大使を務めている。

## 経歴
1997年よりジブチの高等学校および職業訓練校で教師を務めた後、1998年に外務・国際協力省へ入省して外交官に転身。
1998年から2001年にかけて本省欧州・米州課顧問、2001年から2003年にかけて本省欧州・米州課長。
2003年から2011年にかけて駐日大使館一等参事官兼副大使を務め、うち特命全権大使の不在時には臨時代理大使を兼任。2005年1月5日にイスマエル・グラル・ブディン大使が信任状を捧呈した際には、イブラヒム・ビレ・ドゥアレ財務担当参事官と共にドワレ一等参事官も随行している。
2011年から2021年にかけて、本省二国間関係局長。
2021年8月、イスマイル・オマル・ゲレ大統領は次期在ドイツ大使ドワレや次期駐日大使ドゥアレを含む5名の新任大使をジブチ人民宮殿に召集し、大使全員に政策指針を与えた。
2021年9月17日、ドワレはベルリンのベルビュー宮殿でフランク＝ヴァルター・シュタインマイアー大統領に信任状を捧呈して在ドイツ大使に就任。2022年1月19日以降は、非常駐の在オーストリア大使を兼轄。